# Cuộc bạo loạn Osh (1990)
Cuộc bạo loạn Osh (tiếng Kyrgyz: Ош окуясы; tiếng Uzbek: Oʻsh voqeasi, Ўш воқеаси; tiếng Nga: Ошская резня) là một cuộc xung đột sắc tộc giữa Người Kyrgyzstan  (Kyrgyz) và Người Uzbekistan diễn ra vào tháng 6 năm 1990 tại các thành phố Osh và Uzgen, một phần của Kirghizia. Nguyên nhân trực tiếp của các cuộc bạo động là một tranh chấp giữa một nhóm dân tộc Uzbek Adolat và một nhóm dân tộc Kyrgyzstan Osh Aymaghi trên mảnh đất của một trang trại tập thể cũ. Trong khi ước tính chính thức về số người chết từ trên 300 đến hơn 600, số liệu không chính thức lên đến hơn 1.000. Các cuộc bạo động đã được xem như là tiền thân của cuộc xung đột sắc tộc năm 2010 trong cùng khu vực.

## Bối cảnh lịch sử
Trước thời Xô Viết, cư dân vùng Osh của Thung lũng Fergana tự gọi mình là người Kipchak. Vào những năm 1920, việc sử dụng ngôn ngữ làm yếu tố quyết định dân tộc, các nhà dân tộc học Xô viết phân loại vùng đất thấp Kipchak là Người Uzbekistan và vùng cao nguyên Kipchak là người Kyrgyzstan. Mặc dù vào những năm 1930, Joseph Stalin đã phân chia Thung lũng Fergana giàu có giữa Kirghizia, Uzbekistan và Tajikistan, các dân tộc không nhất thiết bị giới hạn ở biên giới được vẽ cho họ. Dọc theo phía "Kyrgyzstan" của sông Tentek-say, có một số lượng lớn người Người Uzbekistan. Do trữ lượng dầu của khu vực, giới tri thức địa phương có thể có được mức độ giàu có đáng kể, nhưng cơ sở hạ tầng vẫn không phát triển vượt bậc. Trong thời kỳ Khrushchev hầu hết những người bị trục xuất từ những năm 1930 trở đi để tìm việc tốt hơn ở nơi khác. Đến cuối kỷ nguyên Brezhnev, đã có những dấu hiệu thất nghiệp.
Vào cuối những năm 1980, tình hình kinh tế giữa cả hai nhóm người Kyrgyzstan và Uzbek có sự khác biệt rõ rệt. Người Uzbekistan, người theo truyền thống là những thương gia và nông dân của vùng, được hưởng lợi từ các điều kiện thị trường của Kỷ nguyên Gorbachev; Người Uzbekistan cũng tạo nên số lượng công nhân lớn nhất trong các ngành có lợi nhuận cao nhất, chẳng hạn như thương mại và giao thông. Perestroika có tác dụng ngược lại với dân số Kyrgyzstan lớn hơn nhiều. Khi các tập thể bị chia rẽ và thất nghiệp trong khu vực phát triển, người Kyrgyzstan, người theo truyền thống thực hành chăn nuôi, cảm thấy gánh nặng của suy thoái kinh tế đang tăng lên - bị thiếu nhà ở và tỷ lệ thất nghiệp là 22,8%. Ngoài sự khác biệt về mặt kinh tế, các tỷ lệ dân tộc trong các bài viết hành chính của khu vực không đáp ứng với nhân khẩu học của dân số. Năm 1990, người  Uzbekistan chiếm 26% dân số trong vùng với người Kyrgyzstan chiếm 60%, nhưng chỉ có 4% số quan chức chính được giữ bởi Người Uzbekistan.